# Cho Soo-hyang
Cho Soo-hyang, auch Jo Soo-hyang geschrieben, (* 21. Januar 1991 in Seoul) ist eine südkoreanische Schauspielerin.

## Leben
Cho Soo-hyang begann ihre Laufbahn 2006 mit einer Nebenrolle in der Tragikomödie See You After School. In den darauffolgenden Jahren war sie jedoch nur sporadisch als Schauspielerin zu sehen. Erst 2014 erlangte Cho Soo-hyang größere Bekanntheit durch ihre Hauptrolle im Drama Wildflowers, für die sie im Oktober 2014 beim Busan International Film Festival als Schauspielerin des Jahres ausgezeichnet wurde. 2015 folgte eine größere Fernsehrolle als mobbende Schülerin Kang So-young in der Jugendserie Who Are You: School 2015. Ebenfalls 2015 wirkte sie im Musikvideo zum Lied Mansae der Boygroup Seventeen mit.
2016 trat Cho Soo-hyang als Soo-bin in sieben Folgen der Fernsehserie Weightlifting Fairy Kim Bok-joo auf. In den darauffolgenden Jahren beschränkten sich ihre Film- und Fernsehauftritte zumeist auf Nebenrollen, darunter 2018 als Man-yi im Historienfilm The Princess and the Matchmaker und 2020 als Geschworene im Gerichtsfilm Juror 8. 2022 war sie in einer Nebenrolle als Badminton-Spielerin Lee Young-shim in der Serie Going to You at a Speed of 493km zu sehen.

## Filmografie (Auswahl)
- 2006: See You After School (Banggwahu Oksang)
- 2014: Wildflowers (Deul ggot)
- 2015: Coin Locker Girl (Chainataun)
- 2015: The Priests (Geomeun Sajedeul)
- 2015: Snowy Road (Nungil)
- 2015: Who Are You: School 2015 (Huayu: Hakgyo 2015; Fernsehserie, 16 Folgen)
- 2016: Weightlifting Fairy Kim Bok-joo (Yeokdoyojeong Gimbokju; Fernsehserie, 7 Folgen)
- 2017: Microhabitat (So-gong-nyeo)
- 2017: Romance Full of Life (Saengdongseong Yeonae; Fernsehserie, 6 Folgen)
- 2017: Queen of the Ring (Banjiui Yeowang; Fernsehserie, eine Folge)
- 2018: The Princess and the Matchmaker (Gung-hap)
- 2018: Something in the Rain (Bap Jal Sajuneun Yeppeun Nuna; Fernsehserie, eine Folge)
- 2019: Juror 8 (Baesimwondeul)
- 2020: Honest Candidate (Jeongjikhan Hubo)
- 2022: Going to You at a Speed of 493km (Neo-e-ge Ga-neun Sok-do 493KM; Fernsehserie, 16 Folgen)
- 2022: Love Is for Suckers (Eor-eojug-eul Yeon-aettawi; Fernsehserie, 16 Folgen)